# Hörningen, Småland
Hörningen är en sjö i Vimmerby kommun i Småland och ingår i Motala ströms huvudavrinningsområde. Sjön är 9,3 meter djup, har en yta på 0,172 kvadratkilometer och är belägen 160,4 meter över havet. Vid provfiske har abborre, gädda och mört fångats i sjön.

## Delavrinningsområde
Hörningen ingår i det delavrinningsområde (640221-148599) som SMHI kallar för Ovan Grytgölsbäcken. Medelhöjden är 189 meter över havet och ytan är 38,57 kvadratkilometer. Räknas de 8 avrinningsområdena uppströms in blir den ackumulerade arean 177,45 kvadratkilometer. Stångån som avvattnar avrinningsområdet har biflödesordning 2, vilket innebär att vattnet flödar genom totalt 2 vattendrag innan det når havet efter 239 kilometer. Avrinningsområdet består mestadels av skog (91 procent). Avrinningsområdet har 0,57 kvadratkilometer vattenytor vilket ger det en sjöprocent på 1,5 procent.